# Parableta integricauda
Parableta integricauda är en insektsart som beskrevs av Brunner von Wattenwyl 1878. Parableta integricauda ingår i släktet Parableta och familjen vårtbitare. Inga underarter finns listade i Catalogue of Life.